# 세시
세시(歲時, 영어: observance)란 매년 돌아오는, 한 해 중의 특정한 때를 일컫는다. 24절기는 물론이고, 명절이나 그밖에 다른 연중행사를 아우르는 명칭이다. 예컨대 설날(명절)이나 입춘(절기), 삼복 등이 모두 세시에 속한다.

## 한국의 명절과 관련한 세시
한국의 세시가 명절과 관련을 가지기도 한다. 오늘날 행하여지는 세시풍속은 예로부터 정해진 것은 아니며, 또 옛 문헌에 보이는 것 중에는 이름만 남아 있고, 현재 일반적으로 행하지 않는 것도 많이 있다. 한(韓)민족에 의하여 발생되고 전승되어 오는 고유(固有)의 것도 많이 있지만, 크리스마스처럼 외국과의 문화 교류를 통하여 전래된 것도 있고, 또 이 외래의 것도 시대의 변천에 따라 한(韓)민족의 색채가 가미되어 있는 것도 많다.
- 중화절 : 음력 2월 1일. 한해 농사를 시작하는 날. 원래 당나라의 명절이다.
- 머슴날 : 음력 2월 1일 또는 음력 7월 7일. 노비일이라고도 하며, 오늘날 노동절과 비슷하게, 주인이 노비에게 하루 휴식을 주고 잔치를 벌여준다. 2월 1일의 경우 하리아드랫날이라고도 부른다.
- 한식 : 보통 4월 5일 또는 4월 6일이며, 동지로부터 105일째 되는 날로, 24절기 가운데 하나이다. 음력 2월의 명절로 오해되기도 하는데,[2] 음력 2월이 아닌 음력 3월에 드는 때도 있으므로 음력 2월의 명절은 아니다.
- 망종 : 보통 6월 5일 또는 6월 6일. 24절기 가운데 하나이다.
- 복날 : 음력 6월에서 7월 사이에 있는 세 번의 절기로서 경일(庚日)이다.
- 말날 : 음력 10월 중의 오일(午日).
- 강신일(降神日) : 음력 10월 중 천신이 내려왔다는 날.
- 납일(臘日) : 동지 뒤의 셋째 미일(未日). 납향일(臘享日) 또는 납향날, 납평(臘平), 납(臘)으로도 불린다. 납향은 농사 등의 일을 천지신명에게 고하는 제사이다. 특히 섣달에 든 납일에 참새를 그물이나 활로 잡아 아이에게 먹였는데, 그것을 먹은 아이는 마마를 앓지 않는다는 속설이 있었기 때문이다.

또한 설날과 복날, 납일을 아울러 세시복랍(歲時伏臘)이라고도 부른다.

## 같이 보기
- 명절
- 한국의 명절